# クリスティアン・オリベラ
クリスティアン・ゴンサロ・オリベラ・イバーラ（Cristian Gonzalo Olivera Ibarra, 2002年4月17日 - ）は、ウルグアイ・モンテビデオ県モンテビデオ出身のサッカー選手。メジャーリーグサッカー・ロサンゼルスFC所属。ポジションはFW。

## クラブ経歴
ユース時代はダヌービオFCやデフェンソール・スポルティングなどを渡り歩き、2018年にCAレンティスタスと契約。翌年トップチームに昇格し、2019年5月6日のセグンダ・ディビシオン・プロフェシオナル (2部リーグ)のセントラル・エスパニョールFC戦でプロデビュー。7月2日のCAビジャ・テレサ戦で、プロ初ゴールを記録。2019年シーズンは2部リーグながら先発に定着し、25試合3ゴールを記録。チームは3位に入り、昇格プレーオフを勝ち抜いてトップリーグに昇格。翌2020年シーズンもシーズン途中まで11試合3ゴールを記録した。
2020年9月15日、UDアルメリアと5年契約を締結したことが発表された。
2023年8月4日、ロサンゼルスFCに移籍した。

## 代表歴
2019年にペルーで開催された南米U-17選手権にU-17のウルグアイ代表として出場した。
2024年6月8日、コパ・アメリカ2024に出場するウルグアイ代表メンバーに選出された。